# Магния Урбика
Магния Урбика (лат. Magnia Urbica) — супруга римского императора Карина.
О происхождении Урбики ничего неизвестно. Скорее всего она стала женой Карина примерно в начале 280-х годов. Возможно их сыном был Нигриниан, умерший в младенчестве. С 283 года Урбика имела титул Августы и «Матери Лагеря». После смерти Карина Магния Урбика была предана проклятию памяти.

## Монеты Магнии Урбики
В период правления Карина Магния Урбика была изображена на реверсе одной из его монет (серебряного квинария, легенда — MAGNIA VRBICA AVG). Чеканились также монеты и от имени самой Магнии Урбики: ауреусы, денарии, квинарии и антонинианы. Монеты чеканили монетные дворы в Риме, Лугдунуме, Тицинуме и Сисции.
Виды легенд на аверсе: MAGNIA VRBICA AVG, MAGN VRBICA AVG, MAGNIAE VRBICAE AVG. На реверсах монет изображались римские боги: Венера, Юнона, Конкордия, Салюс и Пудицития.
- Ауреус, аверс. Бюст Магнии Урбики в диадеме, надпись MAGNIA VRBICA AVG[7]
- Реверс. Венера, держащая в левой руке яблоко, надпись VENERI VICTRICI